# Chapelle Notre-Dame-de-la-Salette de Suresnes
Pour les articles homonymes, voir Notre-Dame de la Salette (homonymie).
La chapelle Notre-Dame-de-la-Salette est une église située 67 rue des Raguidelles à Suresnes (Hauts-de-Seine).

## Description
Selon l'Observatoire du patrimoine religieux, il s'agit d'une « église de plan allongé à trois travées », avec à l'extérieur une « façade constituée de trois entrées protégées par un auvent en béton. Une tour-clocher est située dans l’alignement de la façade. L’église, d'un seul niveau d'élévation, est couverte d’un toit-terrasse ».

## Historique

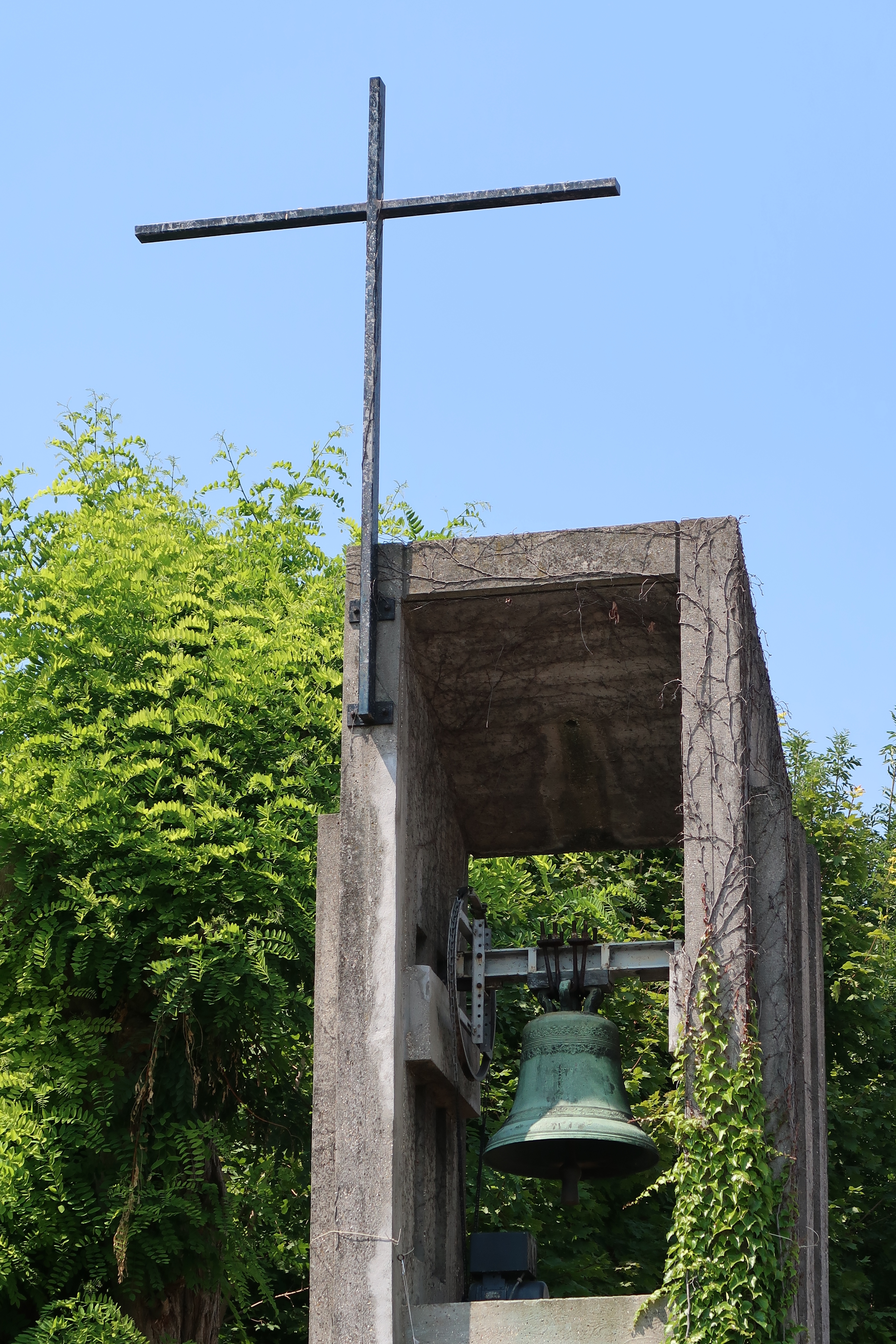
Le campanile avec la cloche.

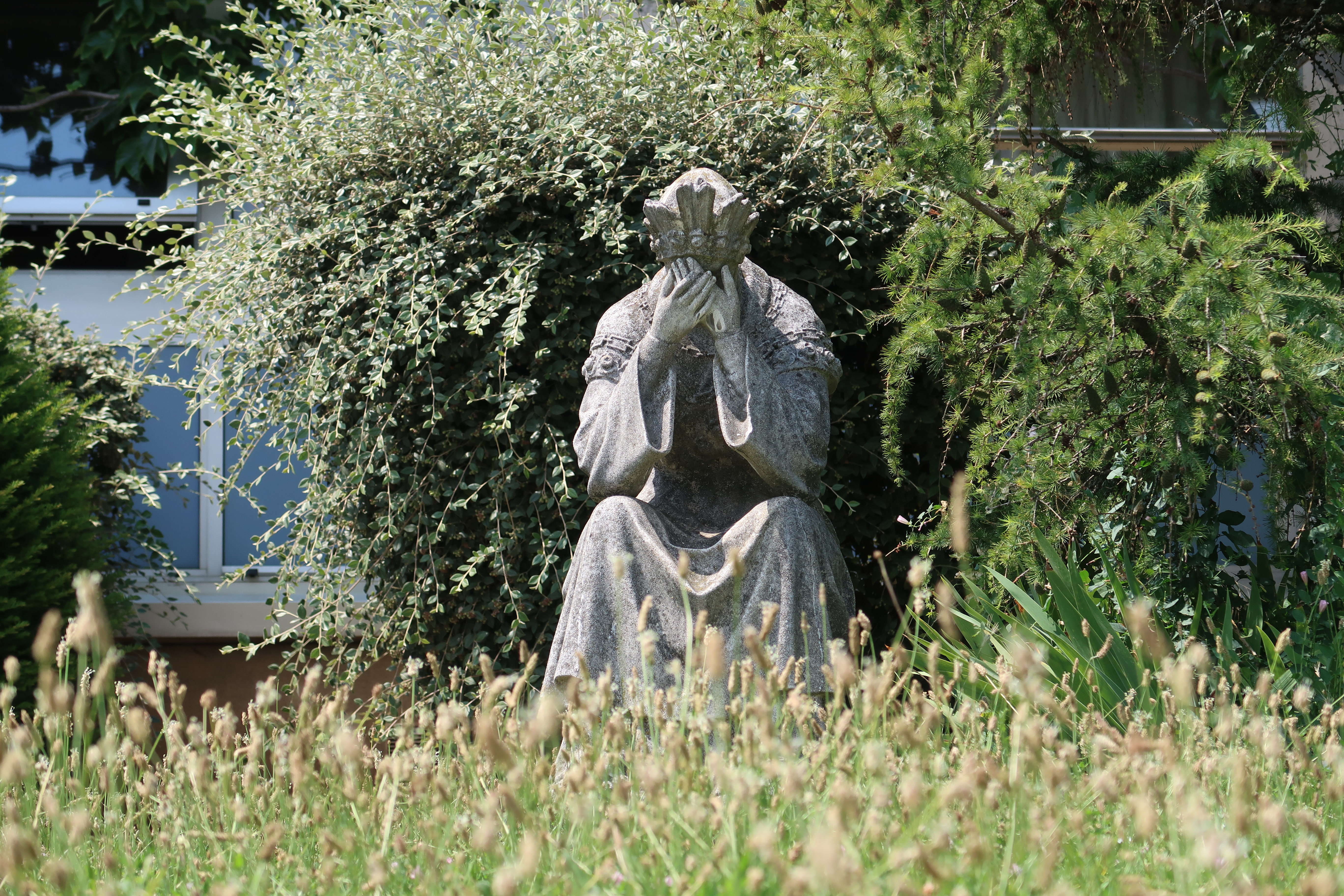
Statue dans le jardin.

Au début du XXe siècle, Suresnes est une ville industrielle en pleine expansion : de nouveaux quartiers s'établissent sur les coteaux. En 1921, le maire Henri Sellier lance ainsi le projet de sa cité-jardin afin de loger la population ouvrière grandissante. Le curé Patrice Flynn envisageait pour sa part depuis 1919 de créer un pèlerinage de la Vierge dans la ville, un « deuxième Montmartre » qui concurrencerait le sanctuaire parisien. Il faut ainsi noter que le mont Valérien, contre lequel s'est élevé Suresnes, compte une riche histoire religieuse, un célèbre calvaire y ayant existé entre les XVIe et XIXe siècles. 
Grâce à la générosité de René et Pauline Philippon, la paroisse acquiert un terrain à l'angle du chemin des Hoquettes et de la rue des Raguidelles, sur le plateau sud-ouest. Une église doit donc voir le jour à cet endroit, avec une vue dégagée sur la basilique parisienne du Sacré-Cœur. L'architecte Pierre Sardou est chargé des plans, qui comprennent une grande nef surmontée d'un clocher. Une souscription est lancée pour financer le projet, qui porte le nom de Notre-Dame de La Salette, la famille Philippon étant très attachée au culte de la Vierge qui serait apparue à La Salette en 1846. Le cardinal-archevêque de Paris Louis-Ernest Dubois bénit la première pierre le 24 septembre 1922.
Cependant, seule la crypte est finalement réalisée, inaugurée le 30 novembre 1924. En effet, au même moment, Henri Sellier avait offert un terrain à l'archevêché au centre de la cité-jardin afin d'y bâtir un lieu de culte (future église Notre-Dame-de-la-Paix, achevée en 1934). Trop excentré et risquant de faire doublon, le projet de La Salette est donc abandonné ; la crypte devient une simple chapelle auxiliaire puis une cité paroissiale. Dépendant de l'église Notre-Dame-de-la-Paix, Notre-Dame-de-la-Salette est même surnommée « la chapelle de secours ». Trois cloches initialement prévues pour l'église de la Salette sont envoyées à Notre-Dame-de-la-Paix en novembre 1944, mais la plus petite revient lors de la construction ultérieure du campanile.
À l'origine, la chapelle était décorée de fresques réalisées par le peintre Ángel Zárraga, représentant des anges apportant l'automobile et l'aviation à Suresnes (en référence à son histoire industrielle), mais elles-ci ont été supprimées après la Seconde Guerre mondiale. À la fin des années 1930 est installée dans la cour une statue de Notre-Dame-de-France, qui ornait le pavillon pontifical de l'exposition universelle de 1937, qui se tenait à Paris la même année ; elle est enlevée en 1959 et se trouve actuellement à Baillet-en-France (Val-d'Oise). Le campanile et les verrières ont été réalisées vers 1955, ou en 1970 selon les sources.
En 1970, une galerie est créée devant l'église et une maison paroissiale est construite à sa droite. La chapelle est restaurée en 1994 grâce au legs de Léone Chalansonnet : les baies sont remplacées par des vitraux qui symbolisent les douze pierres précieuses devant soutenir la future « Jérusalem céleste », selon ce qui est écrit dans le Livre de l'Apocalypse,.

## Paroisse
Depuis janvier 2010, la commune de Suresnes fait partie du doyenné du Mont-Valérien, l'un des neuf doyennés du diocèse de Nanterre.